# 30 floréal
30 germinal 30 prairial
Le décadi 30 floréal, officiellement dénommé jour de la houlette, est le 240e jour de l'année du calendrier républicain.
C'était généralement le 19e jour du mois de mai dans le calendrier grégorien.